# カニョ
カニョ（イタリア語: Cagnò）は、イタリア共和国トレンティーノ＝アルト・アディジェ州トレント自治県に存在した、人口約300人の基礎自治体（コムーネ）。
2020年1月1日にブレツ、クロツ、レヴォ、ロマッロと合併してノヴェッラの一部となった。

## 地理

### 位置・広がり
トレント自治県北西部、ヴァル・ディ・ノンに位置するコムーネ。ヴァル・ディ・ノンの中心地であるクレスから北へ3km、ボルツァーノから西南西へ27km、県都トレントから北へ36km、ソンドリオから東北東へ93kmの距離にある。

#### 隣接コムーネ
コムーネとしてのカニョは、以下のコムーネと隣接していた。括弧内のBZはボルツァーノ自治県所属を示す。
- ラウレーニョ (BZ)
- プロヴェス (BZ)
- ルーモ
- レヴォ
- リーヴォ
- クレス

## 行政

### Comunità di valle
トレント自治県が設置した広域行政組織 Comunità di valle 「ヴァル・ディ・ノン」 (it:Comunità della Val di Non) （事務所所在地: クレス）に属する。

## 住民

### 言語
| 少数言語話者の割合（2011年） | 少数言語話者の割合（2011年） | 少数言語話者の割合（2011年） | 少数言語話者の割合（2011年） | 少数言語話者の割合（2011年） |
| ---------------------------- | ---------------------------- | ---------------------------- | ---------------------------- | ---------------------------- |
|                              |                              |                              |                              |                              |
| ラディン語                   | ラディン語                   |                              | 29.7%                        | 29.7%                        |
| モケーニ語                   | モケーニ語                   |                              | 0.0%                         | 0.0%                         |
| チンブロ語                   | チンブロ語                   |                              | 0.0%                         | 0.0%                         |

2011年10月9日に行われた国勢調査によれば、住民360人中107人（29.7%）がラディン語話者であった。